# 이시온 (탁구 선수)
이시온(1996년 5월 27일 ~ )은 대한민국의 여자 탁구 선수이다. 2016년 10월 기준으로, 미래에셋대우 소속이다. 2015년 9월 태국 파타야에서 열린 아시아선수권대회 단체전 동메달을 획득하였다.